# Geolsa Biu
Geolsa Biu, aussi connu sous le nom de Qisi Biyu (hangeul : 걸사비우 ; hanja : 乞四比羽, chinois traditionnel : 乞四比羽 ; pinyin : Qǐsì Bǐyǔ), né à une date inconnue et mort en 698, était un chef militaire du VIIe siècle d'ascendance Baishan Mohe. Geolsa Biu a pris une part active aux efforts d'autonomie de Balhae contre la dynastie Tang. Geolsa Biu est mort lors de la bataille de Tianmenling, au cours de laquelle Balhae a remporté la victoire et déclaré son indépendance.

## Biographie
Il est né à une date inconnue, et est d'ascendance Mohe, une tribu du nord de l'Asie de l'Est. Après la chute de Goguryeo, il fut transféré de force à Yeongju (營州, Chaoyang) de la dynastie Tang et vécut en captivité. En 695, Li Jinzhong et Son Man-yeong des Khitans tuèrent Sun Wanrong, le seigneur tyrannique de Dodok. Profitant du chaos, il s'enfuit en conduisant les réfugiés de Goguryeo vers l'ancien territoire Goguryeo,. Il devient alors chef de la tribu Malgal, une tribu Mohe.
En conséquence, la dynastie Tang au travers de son impératrice Wu Zetian proposa la conciliation en offrant à Geolgeol Jungsang le titre duc de Jinguo (震國公) et Geolsa Biu duc de Heoguo (許國公), mais comme ils n'en voulurent pas, ils envoyèrent Lee Hae-go attaquer Goguryeo et les Mohe. Geolgeol Jungsang est mort juste avant la bataille avec la dynastie Tang, mais Geolsa Biu a lui participé. Il fut vaincu dans la bataille de Tianmenling et a été décapité par le général Tang Lee Hae-go,. Cependant, la bataille est une réussite pour les Balhae, qui, par la voix du fils de Geolgeol Dae Jo-yeong, proclament leur indépendance vis-à-vis de la dynastie Tang.
Il est considéré, tout comme pour Geolgeol Jungsang, à avoir grandement contribué à la création du royaume de Balhae, bien qu'il ne sera proclamé qu'aprèsa mort.

## Dans la culture populaire
Il a été interprété par l'acteur sud-coréen Choi Cheol-ho dans la série télévisée de KBS de 2007 Dae Jo-yeong (en),.